# Alia Atkinson
Alia Shanee Atkinson (ur. 11 grudnia 1988 w Saint Andrew) – jamajska pływaczka specjalizująca się w stylu klasycznym i zmiennym, mistrzyni i rekordzistka świata na krótkim basenie na dystansie 100 m stylem klasycznym, dwukrotna medalistka mistrzostw świata na basenie 50-metrowym.

## Kariera pływacka
Dwukrotna wicemistrzyni świata na krótkim basenie ze Stambułu (2012) na 50 i 100 m stylem klasycznym. Srebrna medalistka igrzysk panamerykańskich z Guadalajary (2011) na 200 m stylem zmiennym. Dziewięciokrotna medalistka igrzysk Ameryki Środkowej i Karaibów.
Uczestniczka igrzysk olimpijskich w Atenach - 2004 (32. miejsce na 100 m żabką i 44. miejsce na 50 m stylem dowolnym), Pekinie - 2008 (25. miejsce na 200 m stylem klasycznym) oraz w Londynie - 2012 (4. miejsce na 100 i 27. miejsce na 200 m żabką oraz 37. miejsce na 50 m stylem dowolnym).